# Takigawa Kazumasu
Takigawa Kazumasu est un nom japonais traditionnel ; le nom de famille (ou le nom d'école), Takigawa, précède donc le prénom (ou le nom d'artiste).
Takigawa Kazumasu (滝川一益, 1525-21 octobre 1586), aussi connu sous le nom de « Sakonshōgen » (左近将監), est un samouraï, obligé d'Oda Nobunaga, et plus tard de Toyotomi Hideyoshi, au cours de la période Sengoku du Japon. Son fils, Toshimasu, est adopté par Toshihisa et plus tard sert Nobunaga avec Kazumasu et Maeda Toshiie, l'oncle adopté de Toshimasu.
Originaire de la province d'Ōmi, Takigawa est nommé kantō-kanrei (« envoyé du shogun à l'est ») par Nobunaga. À ce poste, avec une partie de la province de Kozuke comme domaine personnel, il est affecté à la surveillance du puissant clan Hōjō, basé à Odawara. Sous la direction de Nobunaga, il participe à un grand nombre de batailles, y compris la bataille d'Anegawa en 1570, et aux campagnes contre les Ikkō-ikki des Nagashima (1571-1574).
Après la mort de Nobunaga en 1582, Takigawa, avec nombre des obligés d'Oda, s'oppose initialement à Toyotomi Hideyoshi, mais entre à son service après leur défaite. À la suite d'un revers particulièrement grave en 1584, Takigawa se retire des batailles et devient moine bouddhiste. Il meurt en 1586.
L'étendard de Takigawa représente trois cercles rouges disposés verticalement.

## Source de la traduction
- (en) Cet article est partiellement ou en totalité issu de l’article de Wikipédia en anglais intitulé « Takigawa Kazumasu » (voir la liste des auteurs).